# Gnaphalium viravira
Gnaphalium viravira là một loài thực vật có hoa trong họ Cúc. Loài này được Molina mô tả khoa học đầu tiên năm 1782.